# Теран, Марио
Марио Теран Саласар (исп. Mario Terán Salazar; 9 апреля 1941, Кочабамба — 10 марта 2022, Санта-Крус-де-ла-Сьерра, Боливия) — боливийский военнослужащий, сержант, затем унтер-офицер рейнджерского батальона 6-й пехотной дивизии. Участвовал в контрповстанческих операциях боливийской армии. 9 октября 1967 года, выполняя приказ, расстрелял Эрнесто Че Гевару.
Начиная с 2014 года обсуждаются иные версии гибели Че Гевары. Однако в большинстве случаев исполнителем расстрела по-прежнему считается Марио Теран.

## Происхождение и служба
Родился в семье кочабамбского торговца. Относительно даты рождения Марио Терана существуют расхождения, потому что в 1978 году он изменил запись, исправив 1941 год на 1942-й.
Марио Теран окончил военное училище, получил звание второго сержанта. Поступил на службу в вооружённых сил Боливии. Служил в подразделении рейнджеров — 2-м батальоне 6-й пехотной дивизии под командованием капитана Гари Прадо Сальмона.

## Расстрел Че Гевары
6-я пехотная дивизия являлась наиболее боеспособным формированием боливийской армии. В 1967 году рейнджеры были направлены в район действий коммунистического партизанского отряда Эрнесто Че Гевары. 8 октября 1967 в результате ожесточённого боя партизанский отряд был разгромлен. Сам Че Гевара взят в плен Прадо Сальмоном и доставлен в населённый пункт Ла-Игера. В группе армейского конвоя находился и сержант Теран.
После интенсивных, но практически безрезультатных допросов Гевары президент Боливии Рене Баррьентос отдал распоряжение о ликвидации пленного. Кубинский политэмигрант Феликс Родригес — сотрудник ЦРУ, полномочный советник боливийской армии, командовавший спецоперацией — поручил это Марио Терану.
Второй сержант Теран рвался отомстить Геваре за погибших друзей. Однако спустя десять лет в интервью Paris Match он называл этот момент «самым тяжёлым в жизни» и говорил, что для выстрелов ему требовалось собраться с мужеством. Гевара произнёс свою знаменитую предсмертную фразу, посоветовав Терану успокоиться и лучше целиться. Стрелял Теран из самозарядного карабина M2, выпустив девять пуль.

## «Проклятие» прошло мимо
После октябрьских событий 1967 года Марио Теран ещё несколько лет продолжал военную службу. Уволился в запас в унтер-офицерском звании, приблизительно соответствующем старшине. Поселился в Санта-Крус-де-ла-Сьерра под именем Педро Саласар (Саласар — девичья фамилия матери). Получал военную пенсию.
Поначалу Теран избегал публичности. После гибели нескольких боливийских военных и крестьянина Онорато Рохаса, информировавшего о передвижениях отряда Че, возникла легенда о «проклятии Че Гевары», которое якобы настигает всех, причастных к его убийству. Однако непосредственного убийцы оно не коснулось. Сам Теран отмечал, что смерть Че не причинила ему вреда.
Постепенно Теран перестал скрывать своё имя и местопребывание, шёл на контакты с журналистами. Ради получения пенсионной доплаты в 250 боливиано (эквивалентно 36 долларам) публично оформил соответствующие документы с адресом. Открыто проживал с семьёй в собственном доме, увлечённо занимался цветоводством. C 1965 он был женат на Хулии Перальта Салас, имел двух сыновей и четырёх дочерей.
Живы и продолжают политическую деятельность Феликс Родригес и Гари Прадо Сальмон. В Боливии существует ассоциация ветеранов-рейнджеров, участвовавших в ликвидации Че Гевары и его отряда. Бывшие сослуживцы Марио Терана поддерживали с ним связь и проявляли заботу о его безопасности.
Офицеры и солдаты, павшие в бою с партизанами — вот настоящие герои, защищавшие свободу, национальное достоинство и независимость Боливии.

Генерал Рамиро Валенсуэла, бывший командир 6-й дивизии

Марио Теран с гордостью вспоминал о своём участии в разгроме и пленении Че Гевары, которого считал иностранным захватчиком и коммунистическим врагом Боливии.

## Излечение именем Че
В октябре 2007 года, незадолго до 40-летия гибели Че Гевары, Марио Теран вновь привлёк всемирное внимание. Выяснилось, что годом ранее, в 2006 году, он воспользовался кубинской программой бесплатного офтальмологического лечения «Милагро». Кубинские медики, работающие в Боливии, сделали Терану операцию по удалению катаракты.
Теперь старик может заново восхищаться красками неба и леса, радоваться улыбкам внуков и смотреть футбольные матчи. Че Гевара возвращается, чтобы выиграть другое сражение.

«Granma»

К кубинским врачам Теран записывался под чужим именем. Подлинная история стала известна из письма его сына в газету Санта-Круса El Deber, в котором Теран-младший высказал благодарность офтальмологам, организаторам программы помощи и персонально Фиделю Кастро. Парадоксально, что излечение Марио Терана стало возможным благодаря политике тесного сотрудничества с Кубой, которую проводила администрация боливийского президента-социалиста Эво Моралеса. В кабинете Моралеса висел портрет Че Гевары. При этом пенсионную доплату Теран тоже получил при президенте Моралесе.
Однако Марио Теран отрицал, что кубинские врачи вернули ему зрение. По его словам, операция была не столь серьёзной, способность видеть он сохранял и раньше.

## Новые версии
В интервью 2014 года Марио Теран Саласар поставил под сомнение представление о себе как об убийце Че Гевары. Он сообщил, что в его подразделении служили ещё два человека с тем же именем — Марио Теран Ортуньо и Марио Теран Реке. В этом содержался намёк, что ликвидацию Че мог совершить другой рейнджер. При этом Теран ни в коей мере не выражал какого-либо раскаяния.
Президент Боливии Эво Моралес в 2017 году обвинял в убийстве Че Гевары командира рейнджеров Гари Прадо Сальмона. Однако это считалось не более чем версией — возможно, созданной для объяснения причин непривлечения Марио Терана к суду (Прадо Сальмону предъявлялось и другое обвинение, что упрощало возложение на него новой ответственности). Общепринятым остаётся мнение, что Че Гевару убил Марио Теран.

## Смерть
80-летний Марио Теран скончался от остановки сердца в госпитале Военной корпорации социального обеспечения Санта-Крус-де-ла-Сьерры. Событие было отмечно в мировых СМИ как «смерть солдата, который застрелил Че Гевару» (при этом допускались ошибки в указании его возраста).